# Humarhythm
「humanrhythm」（ヒューマリズム）は、2008年3月に発売されたnothingmanとトイロとThomas Ageのスプリット・シングル。

## 概要
2008年3月より、ライブ会場で販売され、4月2日より、全国流通を開始した。現在でも一部のCDショップで購入することが可能である。
価格は1050円(税込)。

## 収録曲
1. sands of time (nothingman)
2. 響きあえる (nothingman)
3. 向日葵 (トイロ)
4. パンダが空を飛んだ夢を見た日 (トイロ)
5. キエルカナタ (Thomas Age)
6. 感情アンサンブル (Thomas Age)

## 関連サイト
「humarhythm×特設web」